# Dayot Upamecano
Dayotchanculle Oswald Upamecano (* 27. října 1998 Évreux) je francouzský fotbalový obránce, aktuálně nastupující za tým FC Bayern Mnichov.

## Klubová kariéra

### Red Bull Salzburg
Upamecano v roce 2015 odešel z akademie francouzského týmu Valenciennes do rakouského klubu FC Red Bull Salzburg. Svůj profesionální debut odehrál 31. července 2015 v utkání Erste Ligy proti SKN St. Pölten. Během celého působení v rezervě Red Bullu odehrál 16 utkání.
V hlavním týmu Salzburgu odehrál svůj debut 19. března 2016 v utkání rakouské Bundesligy proti SV Mattersburg. Pravidelným členem základní sestavy se stal až v sezóně 2016/17, kdy za Red Bull odehrál napříč soutěžemi 21 utkání.

### RB Leipzig
Na začátku roku 2017 přestoupil za 10 milionů eur do německého klubu RB Leipzig, který má stejného majitele jako jeho předchozí klub, tedy rakouskou společnost Red Bull GmbH. Svůj debut v Lipsku odehrál 4. února 2017 v utkání německé Bundesligy proti Borussii Dortmund. Svůj první profesionální gól vstřelil o více něž rok později, 9. února 2018 v ligovém utkání proti Augsburgu. Na začátku roku 2019 si přivodil zranění kolene, kvůli kterému vynechal celý zbytek sezóny.
V sezóně 2019/20 dopomohl Lipsku k historickému postupu do semifinále Ligy mistrů UEFA.

### Bayern Mnichov
V zápase závěrečného podzimního kola 17. prosince 2021 pomohl doma vyhrát 4:0, když dal druhý gól Bayernu Mnichov, který díky tomu vyhrál 4:0 a stal se podzimním šampionem (Herbstmeister). Pro Upamecana šlo o jeho první gól za bavorský klub.

## Reprezentační kariéra
Upamecano reprezentoval Francii v několika mládežnických kategoriích. V roce 2015 se stal s Francií mistrem Evropy do 17 let, když odehrál všechny zápasy svého týmu, včetně finále proti Německu. 11. října 2016 odehrál utkání v kategorii U19 proti reprezentaci České republiky v rámci kvalifikace Mistrovství Evropy do 19 let. V roce 2019 pak odehrál všechny zápasy svého národního týmu na Mistrovství Evropy do 21 let.
Svůj debut za seniorskou reprezentaci odehrál 5. září 2020 v utkání Ligy národů UEFA proti Švédsku. O 3 dny později pak vstřelil svůj první gól v seniorské reprezentaci v zápasu s Chorvatskem.

## Úspěchy a ocenění

### Mezinárodní
- Mistrovství Evropy do 17 let: 2015

### Individuální
- Sestava sezóny Ligy mistrů UEFA – 2019/20[12]
- Nejlepší jedenáctka podle ESM – 2019/20[13]